# Bematistes leptis
Bematistes leptis är en fjärilsart som beskrevs av Jordan 1910. Bematistes leptis ingår i släktet Bematistes och familjen praktfjärilar. Inga underarter finns listade i Catalogue of Life.